# Godofredo de Saint-Omer
Godfrey de Saint-Omer (también conocido como Gaufred, Godefroi, o Godofredo de St Omer), fue uno de los fundadores de los Caballeros Templarios en 1119.
Se ha dicho que procedía de una familia noble de Saint-Omer (Actualmente, al norte de Francia), posiblemente era hijo de William I, Señor de Saint Omer y Melisende de Piquigny. Se sabe que William y Melisende tuvieron un hijo, Hugo, y ambos William y Hugh participaron en la Primera Cruzada como vasallos de Roberto II de Flandes. Hugh de Saint-Omer es mencionado frecuentemente como uno de los mejores caballeros del Reino de Jerusalén.
Hay discrepancias respecto a la relación de Godofredo con William y Hugh. Cronológicamente Godofredo pudo haber sido hermano de Hugh, pero se ha mencionado también que Hugh podría haber sido su padre. En la lista de los cruzados, se menciona a un Gauthier de Saint-Omer, lo cual podría demostrar un error, y probaría que Gaufred estuvo en ese lugar, en especial debido a que Gauthier de Saint-Omer aún no había nacido en esas fechas. Así es que Godfrey probablemente llegó a Jerusalén en 1099 con William I y Hugh.
De acuerdo a la leyenda, Hugo de Payens (el Primer Gran Maestre de los Templarios) y Godfrey eran tan pobres que entre ambos, poseían un solo caballo, lo cual originó la famosa imagen que aparece en el Sello de los Templarios, en la que se representa a dos caballeros cabalgando en el mismo corcel.